# Вела-Лука
Вела-Лука (хорв. Vela Luka, слухатиⓘ) — місто і громада в південній Хорватії, розташоване на острові Корчулі в Адріатичному морі біля Далматинського узбережжя. Населення громади — 4 380 осіб (2001).
Вела-Лука розташована в глибині великої бухти, що врізається в острів Корчула.
Історично поселення розвивалось як торговельна і риболовецька пристань, навіть назва «Вела-Лука» в перекладі з хорватської означає «великий порт».
Місто пов'язане поромним сполученням зі Сплітом та островом Ластово.
В околицях Вела-Луки знаходиться велика печера Вела Спіла, у якій були виявлені археологічні артефакти епох мезоліту й неоліту.